# Kenta Maeda
Kenta Maeda (前田 健太, Maeda Kenta, né le 11 avril 1988 à Tadaoka, dans la Préfecture d'Osaka, au Japon) est un lanceur droitier des Twins du Minnesota de la Ligue majeure de baseball.  
De 2008 à 2015, il s'aligne avec les Toyo Carp d'Hiroshima dans la Ligue centrale du Japon. Il gagne en 2010 et en 2015 le prix Eiji Sawamura du meilleur lanceur des ligues japonaises.

## Carrière
Kenta Maeda commence sa carrière en 2008 avec les Hiroshima Toyo Carp en Ligue centrale du Japon. Il remporte 9 victoires contre seulement deux défaites en 19 parties jouées, dont 18 comme lanceur partant, à sa première année. Sa moyenne de points mérités s'élève à 3,20 en 109 manches et deux tiers lancées.
Malgré une moyenne respectable de 3,36 en 29 départs en 2009, Maeda remet une fiche victoires-défaites perdante de 8-14.
Il s'impose en 2010, année où il remporte le prix Eiji Sawamura du meilleur lanceur. En 215 manches et deux tiers lancées lors de 28 départs pour les Carp, il affiche une brillante moyenne de points mérités de 2,21 et enregistre 174 retraits sur des prises. Il gagne un record personnel de 15 victoires cette saison-là, contre 8 défaites.
Lançant un record personnel de 216 manches lors de ses 31 départs durant la saison 2011, Maeda brille encore avec une moyenne de points mérités de seulement 2,46. Il enregistre 192 retraits sur des prises, son total le plus élevé en une année. Cependant, il n'obtient pas le support offensif de ses coéquipiers et termine avec 10 victoires et 12 défaites.
En 2012, il remet une spectaculaire moyenne de points mérités de 1,53 alors qu'en 29 départs il n'accorde que 35 points mérités à l'adversaire en 206 manches et un tiers au monticule. Maeda gagne 14 parties contre 7 revers et totalise 171 retraits au bâton. Le prix Sawamura lui échappe toutefois au profit de Tadashi Settsu des Fukuoka SoftBank Hawks.
Maeda s'aligne avec l'équipe du Japon à la Classique mondiale de baseball 2013. Sa séquence de 10 manches sans accorder de point se termine en demi-finale alors qu'il est le lanceur perdant dans la défaite du Japon, 3-1 devant Porto Rico.
À sa 6e saison pour Hiroshima en 2013, la fiche de Maeda est de 15-7, ce qui égale son plus grand nombre de victoires en une saison. Encore une fois, il est intraitable au monticule avec une moyenne de points mérités de 2,10 en 26 départs et 175 manches et deux tiers lancées. Il mène la Ligue centrale pour la moyenne de points mérités en 2013 et se classe 2e avec 158 retraits sur des prises.
Sa moyenne de points mérités de 2,09 en 206 manches et un tiers lancées en 2015 est sa meilleure depuis 2012. Il remporte son second trophée Sawamura du meilleur lanceur.

### Dodgers de Los Angeles
Le 7 janvier 2016, Maeda rejoint officiellement les Dodgers de Los Angeles de la Ligue majeure de baseball sur un contrat de 8 saisons. Inquiété par des « irrégularités » remarquées lors des évaluations physiques auxquelles Maeda s'est soumis, les Dodgers offrent au lanceur un contrat dont la valeur totale est officiellement de 25 millions, mais qui comporte une variété de primes pouvant lui rapporter au total jusqu'à 106,2 millions de dollars US au bout de 8 ans.
Maeda fait ses débuts dans le baseball majeur le 6 avril 2016 alors qu'il blanchit en 6 manches les Padres à San Diego pour une victoire, et frappe même un coup de circuit.

### Twins du Minnesota
Après 4 saisons chez les Dodgers, Kenta Maeda rejoint en 2020 les Twins du Minnesota.

## Statistiques
| Saison | Équipe    | G   | GS  | CG | SHO | V  | D  | SV | IP     | SO   | ERA  |
| ------ | --------- | --- | --- | -- | --- | -- | -- | -- | ------ | ---- | ---- |
| 2008   | Hiroshima | 19  | 18  | 1  | 1   | 9  | 2  | 0  | 109.2  | 55   | 3,20 |
| 2009   | Hiroshima | 29  | 29  | 3  | 1   | 8  | 14 | 0  | 193.0  | 147  | 3,36 |
| 2010   | Hiroshima | 28  | 28  | 6  | 2   | 15 | 8  | 0  | 215.2  | 174  | 2,21 |
| 2011   | Hiroshima | 31  | 31  | 4  | 2   | 10 | 12 | 0  | 216.0  | 192  | 2,46 |
| 2012   | Hiroshima | 29  | 29  | 5  | 2   | 14 | 7  | 0  | 206.1  | 171  | 1,53 |
| 2013   | Hiroshima | 26  | 26  | 3  | 1   | 15 | 7  | 0  | 175.2  | 158  | 2,10 |
| 2014   | Hiroshima | 27  | 27  | 1  | 1   | 11 | 9  | 0  | 187.0  | 161  | 2,60 |
| 2015   | Hiroshima | 29  | 29  | 5  | 0   | 15 | 8  | 0  | 206.1  | 175  | 2,09 |
| Totaux | Totaux    | 218 | 217 | 28 | 10  | 97 | 67 | 0  | 1509.2 | 1233 | 2,39 |

Statistiques de lanceur en saison régulière en MLB
| Saison | Équipe                 | G   | GS | CG | SHO | V  | D  | SV | IP    | SO  | ERA  |
| ------ | ---------------------- | --- | -- | -- | --- | -- | -- | -- | ----- | --- | ---- |
| 2016   | Dodgers de Los Angeles | 32  | 32 | 0  | 0   | 16 | 11 | 0  | 175.2 | 179 | 3,48 |
| 2017   | Dodgers de Los Angeles | 29  | 25 | 0  | 0   | 13 | 6  | 1  | 134.1 | 140 | 4,22 |
| 2018   | Dodgers de Los Angeles | 39  | 20 | 0  | 0   | 8  | 10 | 2  | 125.1 | 153 | 3,81 |
| Totaux | Totaux                 | 100 | 77 | 0  | 0   | 37 | 27 | 3  | 435.1 | 472 | 3,80 |